# ماریننس فلایویبات فابریک ام.اف.۵
ماریننس فلایویبات فابریک ام.اف. ۵ (به انگلیسی: Marinens_Flyvebaatfabrikk_M.F.5) یک هواگرد ملخ‌پیشین تک‌موتوره از نوع شناسایی ساخت شرکت Marinens Flyvebaatfabrikk است. هواگرد ماریننس فلایویبات فابریک ام.اف. ۵ نخستین پروازش را در ۱۹ نوامبر ۱۹۱۸ میلادی انجام داد. این هواگرد در سال ۱۹۱۹ میلادی رسماً معرفی گردید و در سال‌های ۱۹۱۸–۱۹۲۲ تولید شده‌است. در مجموع، تعداد ۹ فروند از این هواگرد ساخته شده‌است.
طراح این هواگرد، Halfdan Gyth Dehli بود.